# 塩尻インターチェンジ
塩尻インターチェンジ（しおじりインターチェンジ）は、長野県塩尻市大字片丘、大字桟敷にある長野自動車道のインターチェンジである。
塩尻市南部、同市楢川地区、上伊那郡辰野町北部などの最寄りである。

## 接続する路線
- E19 長野自動車道（2番）
- 国道20号（塩尻バイパス）
- 国道19号
- 国道153号

## 料金所
- ブース数：5

### 入口
- ブース数：2
  - ETC専用：1
  - 一般：1

### 出口
- ブース数：3
  - ETC専用：2
  - 一般：1

## 周辺
- JR東日本中央本線 みどり湖駅
- 中山道 塩尻宿
- 小坂田公園
  - 道の駅小坂田公園
- 長野県畜産試験場

## 隣
E19 長野自動車道
(1) 岡谷IC - みどり湖PA - (2) 塩尻IC - (3) 塩尻北IC